# マーダー・ゲーム 犯行現場
マーダー・ゲーム 犯行現場は、日本テレビ系列の深夜ドラマ枠のshin-Dにおいて1999年1月5日から1月26日までテレビ放映された作品である。全4話。

## あらすじ
姉を殺そうと計画した雅雄が姉の部屋に向かうも既に殺されて死体が横たわっていた。妹は盲目であるがバレるとまずいと雅雄は必死に死体を隠そうと考え慌て始める。

## 出演者
- 雅雄:中村嘉夫
- 節子（妹）:高橋かおり